# Rugopharynx longibursaris
Rugopharynx longibursaris är en rundmaskart som först beskrevs av Giar-Ann Kung 1948.  Rugopharynx longibursaris ingår i släktet Rugopharynx och familjen Pharyngostrongylidae. Inga underarter finns listade i Catalogue of Life.